# Periaquäduktales Grau

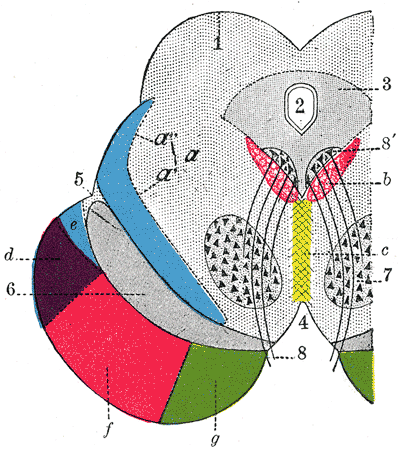
Horizontalschnitt durch das Mittelhirn, 3=Periaquäduktales Grau

Das periaquäduktale Grau (latein. Substantia grisea periaquaeductalis) oder auch zentrales Höhlengrau (latein. Substantia grisea centralis) ist eine Ansammlung von Nervenzellkörpern, ein Kerngebietskomplex, der im Tegmentum liegt und die „Liquorleitung“ des Mittelhirns (Aquaeductus mesencephali) umgibt.
Dieser Kernkomplex ist wichtig für die opioiderge, absteigende Schmerzunterdrückung. In diesem Zusammenhang sendet er Efferenzen zu den serotoninergen Raphe-Kernen. Außerdem hat er noch eine wichtige Funktion im limbischen System und koordiniert nebenbei Angst- und Fluchtreflexe, weshalb er auch oft zur Formatio reticularis gezählt wird.